# مشيخة (القطن)

تعديل مصدري - تعديل

مشيخة هي إحدى قرى عزلة القطن بمديرية القطن التابعة لمحافظة حضرموت، بلغ تعداد سكانها 126 نسمة حسب تعداد اليمن لعام 2004.